# Colibrí oriental
El colibrí oriental (Schistes geoffroyi) és una espècie d'ocell de la família dels troquílids (Trochilidae).

## Hàbitat i distribució
Habita zones forestals, sovint prop de rierols, des de l'est de Colòmbia, i nord de Veneçuela fins l'est del Perú i a Bolívia central

## Taxonomia
Es descriuen dues subespècies:
- S. g. geoffroyi (Bourcier, 1843). Des de l'est de Colòmbia i nord de Veneçuela fins l'est del Perú.
- S. g. chapmani Berlioz, 1941. De Bolívia central.

El colibrí occidental (Schistes albogularis) és sovint considerat considerat una subespècie més.